# San Esteban de Gormaz
San Esteban de Gormaz – gmina w Hiszpanii, w prowincji Soria, w Kastylii i León, o powierzchni 406,71 km². W 2011 roku gmina liczyła 3223 mieszkańców.